# Jeff Chabot
Julian Jeffrey Gaston Chabot (Hanau, 1998. február 12. –) német utánpótlás-válogatott labdarúgó, a VfB Stuttgart játékosa.

## Pályafutása

### Klubcsapatokban
Az Eintracht Frankfurt és az RB Leipzig akadémiáján nevelkedett. 2016. december 11-én debütált az RB Leipzig II-ben a Berliner AK 07 ellen a negyedosztályban, a 78. percben váltotta Timo Mauert. 2017 nyarán 2020-ig aláírt a holland Sparta Rotterdam együtteséhez. Augusztus 12-én debütált a holland élvonalban a VVV-Venlo ellen kezdőként, majd a 84. percben megszerezte második sárga lapját és Jochem Kamphuis kiállította ezért. 2018. január 26-án az SC Heerenveen ellen 2–1-re elvesztett bajnoki mérkőzésen megszerezte első bajnoki gólját a klub színeiben. 2018 nyarán a szintén holland Groningen csapatába igazolt. Augusztus 25-én debütált a De Graafschap elleni bajnoki mérkőzés hajrájában. Szeptember 23-án AZ Alkmaar ellen szerezte meg első gólját a Groningen színeiben. 2019. május 24-én jelentették be, hogy július 1-től az olasz Sampdoria csapatának a játékosa lesz. Szeptember 25-én mutatkozott be a Fiorentina ellen 2–1-re elvesztett bajnoki mérkőzésen, csereként. 2020. július 19-én megszerezte első gólját a klubban a Parma csapata elleni bajnoki találkozón. Szeptember 24-én 2021. június 30-ig kölcsönbe került a Spezia Calcio csapatához. 2021. január 26-án másfél évre a német 1. FC Köln klubjába került kölcsön. 2023 májusban véglegesítették a szerződését. 2024. május 25-én jelentették be, hogy a szezon végén a VfB Stuttgart csapatába igazol négy évre.

### Válogatottban
2014. augusztus 19-én a svájc U17-es labdarúgó-válogatott elleni felkészülési mérkőzésen debütált a német U17-esek között, ez volt az egyetlen mérkőzése. 2016. november 13-án a cseh U19-es labdarúgó-válogatott ellen mutatkozott be az U19-es korosztályban góllal. Tagja volt a 2017-es U19-es labdarúgó-Európa-bajnokságon részt vevő válogatottnak.

## Statisztika
2020. július 19-i állapot szerint.
| Klub                | Szezon   | Bajnokság | Bajnokság | Kupa  | Kupa | Nemzetközi | Nemzetközi | Összesen | Összesen |
| Klub                | Szezon   | Mérk.     | Gól       | Mérk. | Gól  | Mérk.      | Gól        | Mérk.    | Gól      |
| ------------------- | -------- | --------- | --------- | ----- | ---- | ---------- | ---------- | -------- | -------- |
| RB Leipzig II       | 2016–17  | 1         | 0         | 0     | 0    | -          | -          | 1        | 0        |
| RB Leipzig II       | Összesen | 1         | 0         | 0     | 0    | 0          | 0          | 1        | 0        |
| Sparta Rotterdam    | 2017–18  | 20        | 2         | 1     | 0    | -          | -          | 21       | 2        |
| Sparta Rotterdam    | Összesen | 20        | 2         | 1     | 0    | 0          | 0          | 21       | 2        |
| Sparta Rotterdam II | 2017–18  | 3         | 0         | 0     | 0    | -          | -          | 3        | 0        |
| Sparta Rotterdam II | Összesen | 3         | 0         | 0     | 0    | 0          | 0          | 3        | 0        |
| Groningen           | 2018–19  | 28        | 1         | 1     | 0    | -          | -          | 29       | 1        |
| Groningen           | Összesen | 28        | 1         | 1     | 0    | 0          | 0          | 29       | 1        |
| Sampdoria           | 2019–20  | 8         | 1         | 1     | 0    | -          | -          | 9        | 1        |
| Sampdoria           | Összesen | 8         | 1         | 1     | 0    | 0          | 0          | 9        | 1        |
| Összesen            | Összesen | 60        | 4         | 3     | 0    | 0          | 0          | 63       | 4        |